# Orthofidonia tinctaria
Orthofidonia tinctaria är en fjärilsart som beskrevs av Walker 1860. Orthofidonia tinctaria ingår i släktet Orthofidonia och familjen mätare. Inga underarter finns listade i Catalogue of Life.